# Colonne sonore di Death Note
Questa è la lista delle colonne sonore dell'anime e dei film di Death Note.

## Colonne sonore dell'anime

### Death Note Original Soundtrack
L'album Death Note Original Soundtrack è stato pubblicato in Giappone il 21 dicembre 2006 dalla VAP. Contiene le musiche della serie animata, composte da Yoshihisa Hirano e Hideki Taniuchi, e la prima sigla di apertura e di chiusura, arrangiate e cantate dalla band giapponese Nightmare in versione televisiva. I primi 18 pezzi sono stati composti da Hideki Taniuchi, mentre Yoshihisa Hirano ha scritto i brani dal 19 al 28.
Tracce
1. Death Note
2. Jiken (事件?)
3. Raito no tēma (ライトのテーマ?)
4. Eru no tēma (Lのテーマ?)
5. Kinchō (緊張?)
6. Senritsu (戦慄?)
7. Kodoku (孤独?)
8. Kyōmei (共鳴?)
9. Kitai (期待?)
10. Tokusō Kira han (特捜キラ班?)
11. Eru no tēma bī (LのテーマB?)
12. Shunjun (逡巡?)
13. Tsuiseki (追跡?)
14. Eru no nakama (Lの仲間?)
15. Tokusō (特捜?)
16. Shinigamikai (死神界?)
17. Taikutsu (退屈?)
18. Remu (レム?)
19. Death Note Theme
20. Kyrie
21. Domine Kira
22. Teleology of Death
23. Low of Solipsism
24. Requiem
25. Immanence
26. Dirge
27. Light Lights Up Light
28. Alert
29. The World, composta e cantata dai Nightmare
30. Alumina ~terebi saizu~ (アルミナ～TVサイズ～?), composta e cantata dai Nightmare

### Death Note Original Soundtrack II
L'album Death Note Original Soundtrack II è stato pubblicato in Giappone il 21 marzo 2007 dalla VAP. Contiene le musiche della serie animata, composte da Yoshihisa Hirano e Hideki Taniuchi, e la seconda sigla di apertura e di chiusura, arrangiate e cantate dalla band giapponese Maximum the Hormone in versione televisiva. I primi 8 pezzi sono stati composti da Yoshihisa Hirano, mentre Hideki Taniuchi ha scritto i brani dal 9 al 28. Da notare che, sebbene la traccia 19 abbia lo stesso titolo del brano 14 del primo CD, sono a tutti gli effetti due canzoni differenti; mentre la traccia 5 è identica al brano 28 del primo CD, nonostante abbiano titoli diversi.
Tracce
1. Kyrie II
2. Semblance of Dualism
3. Low of Solipsism II
4. Death Note Theme -instrumental-
5. Tactics of the Absolute
6. Kyrie For Orchestra
7. Air
8. Light Lights up Light for piano
9. Kuroi Raito (黒いライト?)
10. Eru no kabe (Lの壁?)
11. Kodō (鼓動?)
12. Fuan (不安?)
13. Kinchō Kan (緊張感?)
14. Higuchi (火口?)
15. Senritsu B (戦慄B?)
16. Yotsuba koroshi no kaigishitsu (ヨツバ殺しの会議室?)
17. Ikari (怒り?)
18. Shinigamikai B (死神界B?)
19. Eru no nakama (Lの仲間?)
20. Misa no tēma A (ミサのテーマA?)
21. Misa no tēma B (ミサのテーマB?)
22. Intoro (イントロ?)
23. Sakura TV (サクラTV?)
24. Suiri (推理?)
25. Ayashige (怪しげ?)
26. Yotsuba Gurūpu (ヨツバグループ?)
27. Himitsu (秘密?)
28. Tokei no hari no oto (時計の針の音?)
29. What's up, people?!, composta e cantata dai Maximum the Hormone
30. Zetsubō Birii ~terebi saizu~ (絶望ビリー～TVサイズ～?), composta e cantata dai Maximum the Hormone

### Death Note Original Soundtrack III
Death Note Original Soundtrack III, pubblicato in Giappone il 27 giugno 2007 dalla VAP è il terzo album della colonna sonora della serie anime Death Note. Le musiche sono state composte da Hideki Taniuchi (brani 1-21) e Yoshihisa Hirano (brani 22-28). L'album contiene una traccia interpretata da Aya Hirano, la doppiatrice di Misa Amane. È presente inoltre il brano Coda～Death Note, utilizzato durante i titoli di coda dell'ultima puntata della serie animata.
Tracce
1. Death Image
2. L
3. L no kako (Lの過去?)
4. Nia no tēma (ニアのテーマ?)
5. Mero (メロ?)
6. Mero 2 (メロ2?)
7. Action
8. L no shisō (Lの思想?)
9. Mero no tēma (メロのテーマ?)
10. Taiji (対峙?)
11. Nia (ニア?)
12. Misa (ミサ?)
13. Misa no bideo (ミサのビデオ?)
14. Misa no kodoku (ミサの孤独?)
15. Modotta Raito (戻ったライト?)
16. Gishin (疑心?)
17. Saiku (細工?)
18. Nia 2 (ニア2?)
19. Raito no engi (ライトの演技?)
20. Misa no kimochi (ミサの気持ち?)
21. Chichi no shi (父の死?)
22. Misa no uta (orchestra version)
23. Mikami concertino
24. Trifling Stuff
25. Toward the climax
26. Misa no uta (piano solo)
27. Misa no uta
28. Coda～Death Note

## Colonne sonore dei film

### Sound of Death Note
L'album Sound of Death Note contiene la colonna sonora del film live action Death Note - Il film, composta e arrangiata da Kenji Kawai. È stato pubblicato il 17 giugno 2006 dalla VAP.
Tracce
1. A Heart attack
2. A Love Sickness
3. A Dispute
4. Confused
5. Realize the Limitations
6. Disturbance
7. …In the Heart
8. Astonishment
9. A Reality
10. Logic
11. A Challenge
12. Make a Noise in the World
13. A Shadow
14. The Test
15. Give the Right Answer
16. Reasoning Powers
17. Carry Out a Plan
18. Memo Paper
19. Be Cute
20. Impatience
21. An Image
22. Suspicion
23. Misunderstand
24. According to Plan
25. A Sacrifice
26. An Observer
27. Go Into Battle

### Sound of Death Note the Last Name
L'album Sound of Death Note the Last Name contiene la colonna sonora del film Death Note - Il film - L'ultimo nome, composta e arrangiata da Kenji Kawai. È stato pubblicato il 2 novembre 2006 dalla VAP.
Tracce
1. Yellow Eyes
2. Sympathy
3. Draw Near
4. A Temptation
5. Eveningspot
6. Sakura terebi matsuri ondo
7. Videotape Message
8. Burn With Anger
9. Stranger
10. A Light Shining in the Darkness
11. Warning
12. Dear
13. Imprisonment
14. Weak Point
15. Make a Program
16. Parental Love
17. Tickle a Person's Vanity
18. Trick
19. Desire for Revenge
20. Investigate
21. Narcissism
22. Set a Trap
23. Be Caught in a Trap
24. Advent
25. Feint
26. An Innocent Virgin
27. Decoy
28. Fear
29. Loser
30. Game Over
31. Sad Man
32. The Dignity of Man
33. Pure Love
34. The Last Name

### Sound of L change the WorLd
L'album Sound of L change the WorLd contiene la colonna sonora del film L change the WorLd, composta e arrangiata da Kenji Kawai. È stato pubblicato il 23 gennaio 2008 dalla VAP.
Tracce
1. L Lawliet
2. Hottan (発端?)
3. Ketsui  (決意?)
4. Bōrya ku (事件?)
5. Kokō (孤高?)
6. Gimon (疑問?)
7. Muku (無垢?)
8. Gisei (犠牲?)
9. Bunseki (分析?)
10. Hitsū (悲痛?)
11. Taiji (対峙?)
12. Kanō (感応?)
13. Kakuran (撹乱?)
14. Suiri (推理?)
15. Kakugo (覚悟?)
16. Tōsō (逃走?)
17. Kyūsoku (休息?)
18. Kaidoku (解読?)
19. Shōsei (笑声?)
20. Fukushū (復讐?)
21. Kansei (完成?)
22. Gekisō (激走?)
23. Kyūshutsu (救出?)
24. Near

## Tributi

### Death Note Tribute
Death Note Tribute è un album tributo dedicato al film Death Note. È stato pubblicato dalla BMG Japan il 21 giugno 2006 e contiene un totale di 15 tracce composte e interpretate da vari artisti.
Tracce
1. Himitsu Kessha (秘密結社?) di Shikao Suga feat. Amazons
2. 37.0C° di Hitomi Yaida
3. Hands di M-Flo
4. Real Days di MCU
5. Straight to Hell di Char
6. Diabolo -Lucifer- dei BUCK-TICK
7. Abangyarudo (アバンギャルド?) di Coil feat. Kyōko
8. Kurayami no Nabigeira (暗闇のナビゲイラ?) di Kreva
9. Vendetta Code degli Aggressive Dogs/Death Note Allstars "D-Crew"
10. Pursuit degli Aggressive Dogs/Death Note Allstars "D-Crew"
11. Garden di Kirito
12. L↔R di Dēmon Kogure Kakka
13. Warera gonin no samurai nari ~We are five samurai~ (我ら五人の侍なり ～We are five samurai～?) dei Pe'z
14. Oyasuminasai (オヤスミナサイ?) di Kinmokusei
15. Watashi no sugoi hōhō (私のすごい方法?) di Aya Matsuura

### The Songs for Death Note the movie～the Last name Tribute～
The Songs for Death Note the movie～the Last name Tribute～ è l'album tributo dedicato al secondo adattamento live action di Death Note. È stato pubblicato dalla Sony Music Entertainment Japan il 20 dicembre 2006 e contiene 14 tracce composte e interpretate da vari artisti.
Tracce
1. Hakai (Deathtroy) di Kyono e DJ StarScream
2. Light Your Fire dei Rize
3. Chesuto (チェスト?) degli ORANGE RANGE
4. ~Nagare・Kūkyo・THIS WORD~ (～流れ・空虚・THIS WORD～?) (D.N.version) degli Uverworld
5. Fre@K $HoW degli abingdon boys school
6. energy degli High and Mighty Color
7. Miracle dei Doping Panda
8. Ninja Night School degli Ultra Brain
9. My Soul di Miliyah Kato
10. Jinia (ジニア?) di Hoi Festa
11. Drive di Hitomi Takahashi
12. Strange Days di Tama
13. Serenade (D.N. mix) dei Galneryus
14. The Distorted World 'Lead to Spin off L' di Daita